# Осока Девелла
Осока Девелла (Carex davalliana) — багаторічна трав'яниста рослина, вид роду осока (Carex) родини осокові (Cyperaceae).

## Ботанічний опис

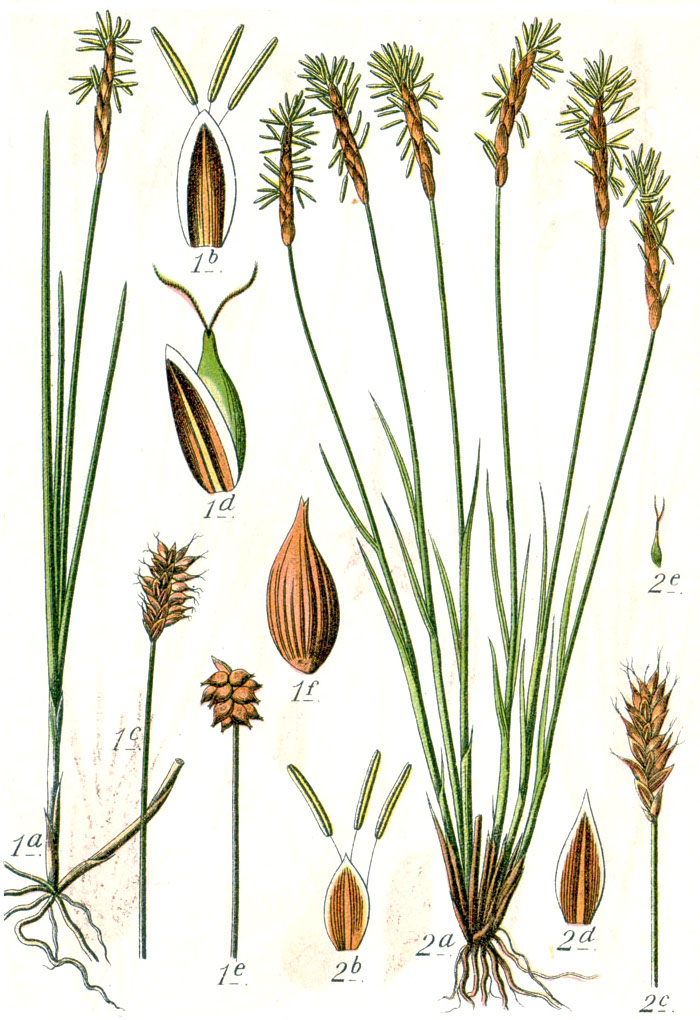
Ботанічна ілюстрація Якоба Штурма з книги «Deutschlands Flora in Abbildungen», 1796 2 — Carex davalliana

Рослина густо-дерниста, без повзучих кореневищ. Стебла численні, гранисті, глибоко борознисті, не більше 0,7 мм в діаметрі, шорсткі, 10-50 см заввишки. Листки щетиноподібні, шорсткі. Гемікриптофіт.

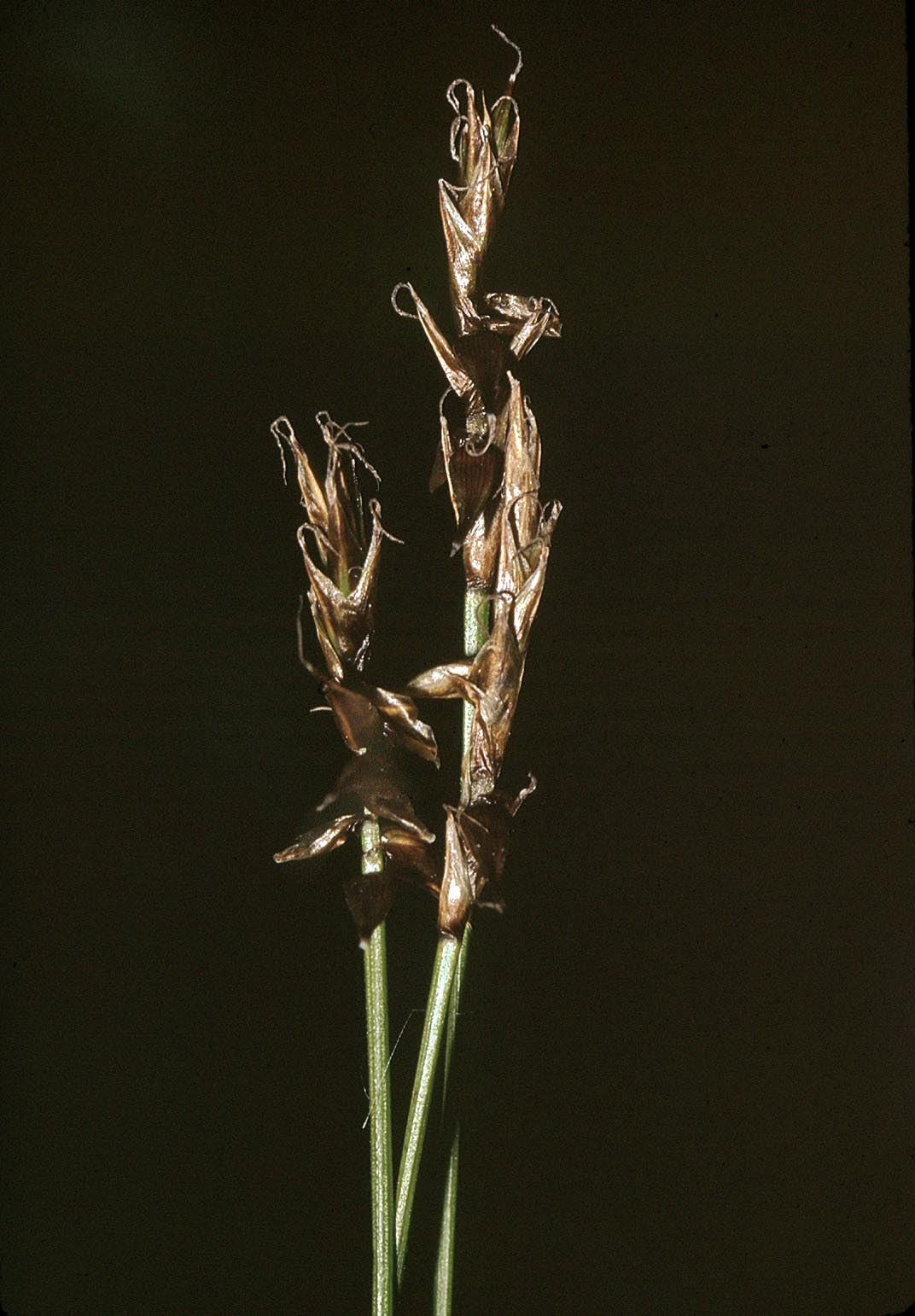
Жіноче суцвіття, Унтерфранкен, Німеччина

Багаторічна трав'яна короткокореневищна дводомна рослина, 10–50 см заввишки. Формує щільні невеликі купини 10–20 см діаметром з численними тонкими прямовисними стеблами. Листки нечисленні (2–3), ниткоподібні. Суцвіття з одного верхівкового колоска. Чоловічі колоски вузько-циліндричні, жіночі — широко-циліндричні. Покривні луски жіночих квіток довгасто-яйцеподібні, поступово загострені. Мішечки темно-коричневі, видовжено-ланцетні з потовщеними краями та шорсткуватим носиком, під час достигання разом з покривними лусками горизонтально або донизу відхилені від осі колоска. Приймочок 2. Плід — горішок. Цвіте в квітні–травні. Плодоносить у червні–серпні. Розмножується насінням і вегетативно.

## Поширення
Атлантична, Центральна і Південна (рідко) Європа; Балтійські країни; Європейська частина Росії: Ленінградська область (околиці Гатчини на північ від Гатчинського парку); Україна: Карпати, Волинська область; Білорусь: Вітебська область.
Росте на болотистих луках і болотах.

## Охорона
Охороняють на території Карпатського БЗ, Шацького НПП, ПЗ «Розточчя», заказників «Волицький», «Верхобузькі болота» на Львівщині та інших об'єктів ПЗФ. Необхідно дослідити сучасні тенденції динаміки виду в умовах дії різних антропогенних чинників і проводити контроль за станом популяцій.
Заборонено знищення місцезростань, порушення гідрологічного режиму.